# (4587) Rees
(4587) Rees es un asteroide que forma parte del grupo de los asteroides que cruzan la órbita de Marte y fue descubierto el 30 de septiembre de 1973 por Ingrid van Houten-Groeneveld, Cornelis Johannes van Houten y Tom Gehrels desde el observatorio del Monte Palomar, Estados Unidos.

## Designación y nombre
Rees recibió inicialmente la designación de 3239 T-2.
Posteriormente, en 1991, se nombró en honor del astrónomo británico Martin J. Rees.

## Características orbitales
Rees está situado a una distancia media del Sol de 2,658 ua, pudiendo alejarse hasta 4,012 ua y acercarse hasta 1,304 ua. Tiene una inclinación orbital de 24,61 grados y una excentricidad de 0,5093. Emplea en completar una órbita alrededor del Sol 1583 días.

## Características físicas
La magnitud absoluta de Rees es 15,3 y el periodo de rotación de 7,789 horas.